# Кикинда мамутси
Мамутси Кикинда су клуб америчког фудбала из Кикинде у Србији. Основани су 2009. године и своје утакмице играју на стадиону ФК ЖАК. Такмиче се тренутно у Првој лиги Србији, другом рангу такмичења - Група Север.